# 아키그램
아키그램(영어: Archigram)은 1960년대에 결성된 아방가르드 건축 그룹으로, 과학기술에서 영감을 얻은 가공의 프로젝트를 통한 새로운 리얼리티의 구현을 시도했다. 아키그램의 프로젝트들은 대개 신미래주의적이고 반영웅주의적이며 소비주의적인 성향을 가졌다고 평가된다.
아키그램이라는 이름은 건축(Architecture)와 전보(Telegram)의 합성어로 영국 건축계의 현실에 긴급 전보를 날린다는 의미를 담고 있다.

## 역사
런던의 AA 스쿨에 기반을 두고 활동한 아키그램은 피터 쿡, 워렌 초크, 론 헤론, 데이스 크롬튼, 마이클 웹 그리고 데이비드 그린이 결성하였다. 이들에 더해 디자이너 테오 크로스비는 아키그램의 숨겨진 조력자였다. 1953년부터 1962년까지, 크로스비는 아키텍처럴 디자인 지에서 편집인으로 일하면서 아키그램의 작업을 다루는 기사를 실었고, 런던에 있는 ICA(Institute of Contemporary Arts)의 관심을 끌어내며 1963년, 전시회 리빙 시티(Living City)를 연다. 1964년, 아키그램은 당시 크로스비가 이끌던 테일러 우드로 디자인 그룹(Taylor Woodrow Design Group)과 함께 실험적인 프로젝트를 진행하게 된다.
1961년에는 새로운 선언을 위한 팸플릿인 아키그램 I(Archigram I)이 출판되었다. 아키그램은 최첨단 하이테크 기술, 경량 구조물, 인프라스트럭처 등의 주제를 통해 인류의 생존을 위한 기술적 진보를 논한다. 이를 위해 모듈러 건축, 모빌리티, 우주 캡슐 그리고 대량 소비 사회가 연구되었다. 결과물들은 기계 시대가 가져올 매혹적인 미래를 보여줬지만 생태적, 사회적 논의가 부족하다는 비판을 받았다.

## 주요 작업

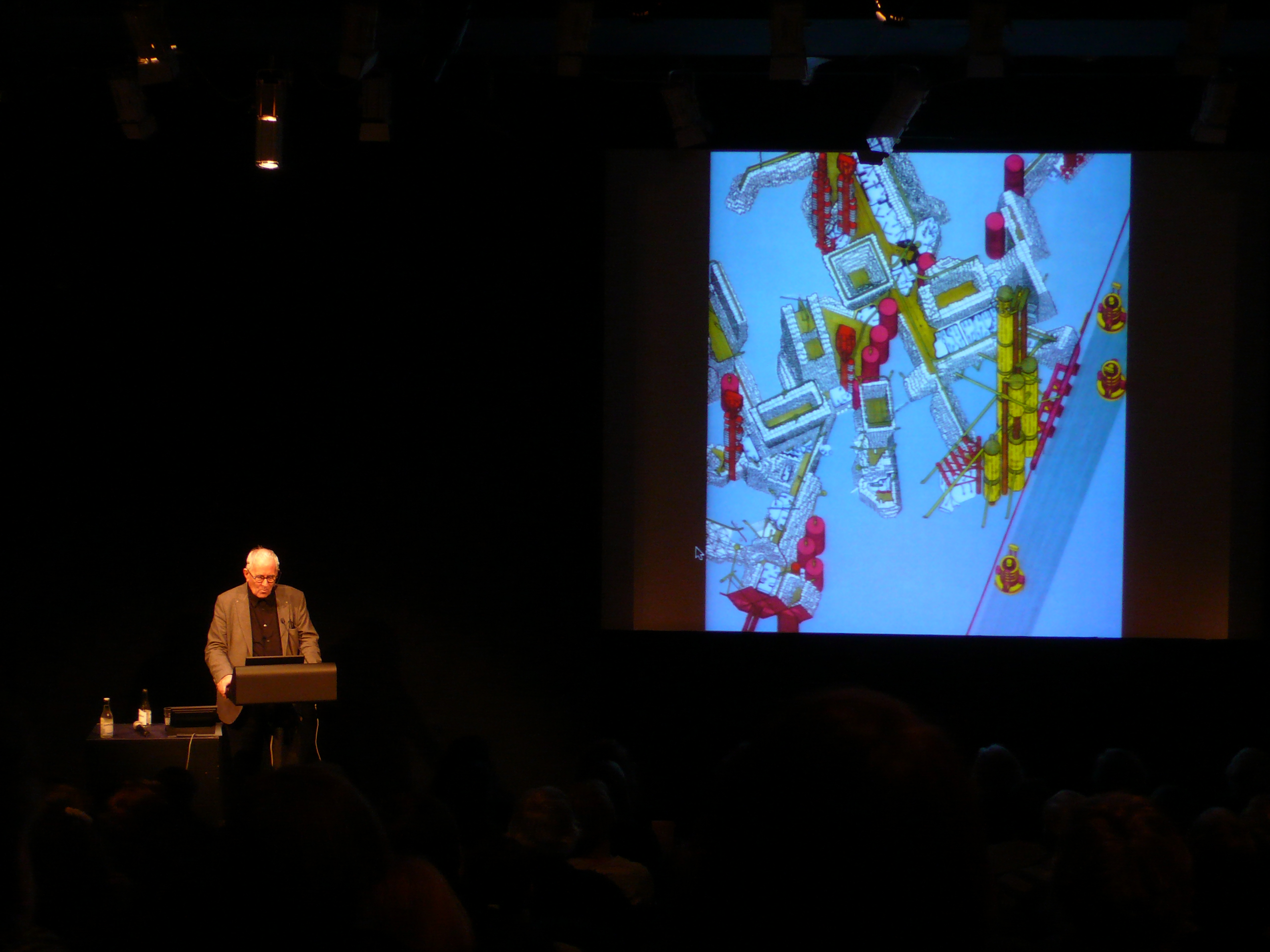
2008년 열린 한 강연에서 플러그인 시티를 발표하고 있는 피터 쿡

### 플러그인 시티, 피터 쿡, 1964년
플러그인 시티(Plug-in-City)는 통합된 메가스트럭처로, 셀 형태의 표준화된 모듈을 삽입할 수 있는 그물망 형태의 골조 구조물이다. 마치 전기 플러그를 꼽아 넣듯이 주거, 전기, 수도, 교통 시설을 추가하거나 제거하면서 도시가 만들어진다. 작업은 구조물 상층부의 기중기를 통해 이루어진다. 이같은 방법으로 끊임없이 변화하는 다양한 필요에 유연하게 대처할 수 있게 된다. 도시를 구성하는 요소의 수명은 주방 가구의 경우 3년, 도로와 격납고의 경우 20년이다. 모든 기계는 정확히 관리되며 사람은 가공된, 도시를 작동하게 하는 원료로써 존재한다. 플러그인 시티 속 인간이 기계와 다른 점은 경험과 감정이 있다는 것이다.

### 워킹 시티, 론 헤론, 1964년
워킹 시티(Walking City)는 거대한 지능형 로봇과 같은 도시이다. 곤충과 기계가 조합된 이 형태는 르 코르뷔지에가 집은 살기 위한 기계라고 말한 것을 문자 그대로 해석 한 것이다. 각각의 움직이는 도시는 독립적이면서도 필요한 경우에 거주자를 교환하기 위해 다른 도시와 서로 연결하고 흩어질 수 있다. 유목민적 상상력을 보여주는 워킹 시티는 핵전쟁의 여파로 파괴된 포스트 아포칼립스 상황을 가정하고 만들어졌다. 현대사회에서 갈수록 중요해지는 이동성(Mobility)에 관한 작업으로 평가된다.

### 인스턴트 시티, 피터 쿡
인스턴트 시티(Instant City)는 임시 구조물(공연 공간)이 부풀어오르는 풍선을 통해 저개발 지역을 표류하는 이동형 기술 이벤트이다. 광고 미학을 포용하여 대중 문화의 재생산을 낳는 자극적인 퍼포먼스로 계획되었다.